# Антонов, Сергей Павлович
Сергей Павлович Антонов — советский хозяйственный деятель, дважды лауреат Государственной премии СССР.

## Биография
Родился 9(22).09.1913 в деревне Астапово Мосальского уезда Калужской губернии. Член КПСС.
Окончил вечерний рабфак Сибирского института черных металлов (Сталинск Кемеровской области) и сам институт (1937, специальность «инженер-прокатчик»).
В 1930—2005:
- слесарь, табельщик на строительстве Кузнецкого металлургического комбината,
- 1934—1962 сварщик нагревательных колодцев, начальник смены стана «250» № 1, руководитель группы прокатных цехов Магнитогорского металлургического комбината, начальник смены стана «250» № 2, старший инженер ЦЗЛ, секретарь Сталинского райкома ВЛКСМ, мастер блюминга № 2, № 3, заместитель начальника, начальник проволочно-штрипсового цеха, начальник листопрокатного цеха № 1, заместитель главного инженера — начальник производственного отдела, главный инженер Магнитогорского металлургического комбината,
- 1962—1963 начальник Управления металлургической промышленности Челябинского совнархоза,
- 1963—1966 начальник управления Госкомитета СССР по чёрной и цветной металлургии,
- 1966—1971 главный инженер Главного управления металлургической промышленности Министерства чёрной металлургии,
- 1971—1989 начальник Отдела металлургии Государственного комитета СССР по науке и технике,
- 1989—2005 научный консультант в Институте металлургии и материаловедения им. А. А. Байкова Российской академии наук.

## Награды
Государственная премия СССР (1974)
Государственная премия СССР (1980)

## Смерть
Скончался в 2009 году в Москве.